# Estação Jasmin
Jasmin é uma estação do linha 9 do Metrô de Paris, localizada no 16.º arrondissement de Paris.

## Localização
A estação está situada na avenue Mozart, no cruzamento com a rue Jasmin, rue de l'Yvette e a rue Ribera. Aproximadamente orientada ao longo de um eixo norte-sul, é inserida entre as estações Michel-Ange - Auteuil e Ranelagh.

## História
A estação foi aberta em 8 de novembro de 1922 com o lançamento da primeira seção da linha 9 entre Exelmans e Trocadéro.
Deve seu nome à sua proximidade com a rue Jasmin, nomeada em homenagem ao agenais Jasmin, um dos principais autores occitanos do início do século XIX cuja obra em langue d'oc recebeu um eco literário internacional, através de Charles Nodier, Sainte Beuve, George Sand, Franz Liszt e Henry Longfellow.
Como parte do programa “Renovação do Metrô” da RATP, os corredores da estação e a iluminação da plataforma foram renovados em 28 de junho de 2002
Em 2011, 2 065 058 passageiros entraram nesta estação. Em 2012, foram 2 108 222 passageiros, e depois 2 115 456 em 2013, o que a coloca na 242ª posição das estações de metrô por sua frequência em 302.
Em 20 de março de 2018, metade das placas de identificação nas plataformas da estação foram substituídas temporariamente pela RATP para celebrar a chegada da primavera, paralelamente à distribuição de flores aos usuários, como em outras cinco estações. Usando o sobrenome Jasmin em letras maiúsculas, as novas placas são decoradas com motivos que representam o jasmim branco.

## Serviços aos passageiros

### Acesso
A estação possui dois acessos, cada um composto por uma escada fixa decorada com uma balaustrada de tipo Dervaux:
- porta 1 "Rue Jasmin", constituída de uma escada fixa ornada com um candelabro Val d'Osne,[10] abrindo à direita do nº 78 da avenue Mozart, na esquina com a rua de l'Yvette, voltada para o nº 2 desta última;
- porta 2 "Rue Ribera", constituída de uma escada rolante a montante permitindo apenas a saída, situada no lado direito do nº 85 da avenue Mozart, na esquina da Rue Ribera, em frente ao nº 47 da mesma.

A sala de distribuição é montada sob a forma de um mezanino com vista para os trilhos, na estação, uma situação rara que só compartilha com as duas estações seguintes, na direção de Mairie de Montreuil: Ranelagh e La Muette. Assim, as plataformas são visíveis na sala e no balcão de informações que substituiu o balcão. Este último foi um dos poucos estilos da década de 1970 a sobreviver até a década de 2010.

### Plataformas

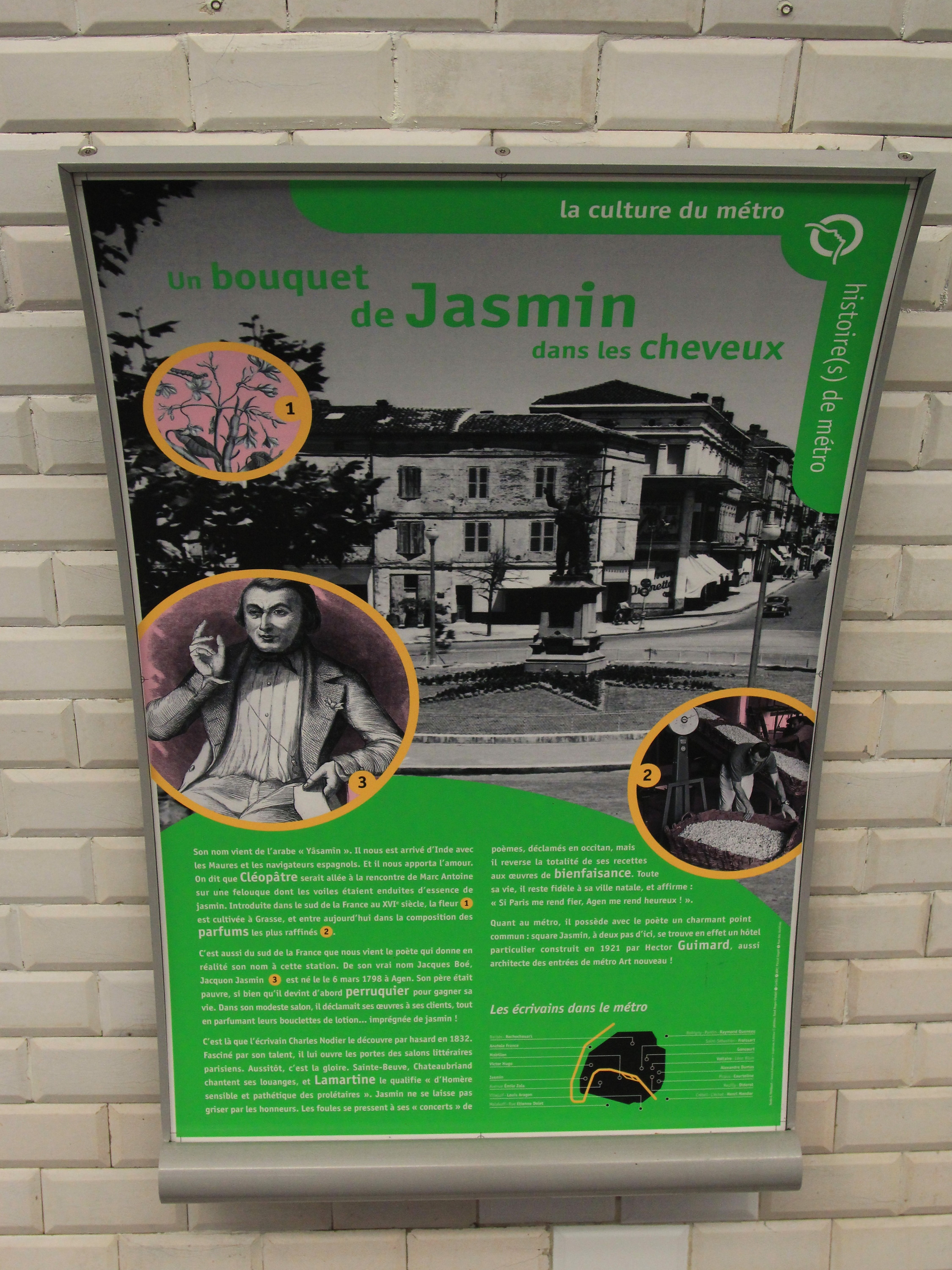
Placa apresentando a história do nome da estação

Jasmin é uma estação de configuração padrão: ela possui duas plataformas separadas pelas vias do metrô e a abóbada é elíptica. A decoração é do estilo utilizado pela maioria das estações de metrô: as faixas de iluminação são brancas e arredondadas no estilo "Gaudin" da renovação do metrô na década de 2000, e as telhas em cerâmica brancas biseladas recobrem os pés-direitos, a abóbada, os tímpanos e as saídas dos corredores. Os quadros publicitários são em faiança de cor de mel e o nome da estação também é em faiança no estilo da CMP original. Os assentos de estilo "Motte" são vermelhos. A decoração das plataformas é completamente idêntica à da estação vizinha Ranelagh.
Um pôster cultural sobre o poeta Jasmin é afixado na plataforma em direção a Mairie de Montreuil.

### Intermodalidade
A estação possui apenas uma conexão com a linha 22 da rede de ônibus RATP, somente em direção de Opéra.

## Pontos turísticos
A estação fica perto do Instituto médico Jasmin, criado em setembro de 2011, situada nos números 7-11 da rue de l'Yvette e um centro médico-psico-pedagógico localizado no nº 50 da rue Ribera. A Fundação Le Corbusier e a Maison La Roche também são acessíveis a partir desta estação.